# Алмазная батарея
Алмазная батарея — название концепции ядерной батареи, предложенное Институтом Кабота при Бристольском университете во время ежегодной лекции, которая состоялась 25 ноября 2016 года в Мемориальном здании Уиллса. Предполагается, что эта батарея будет работать на радиоактивных отходах графитовых блоков, ранее использовавшихся в качестве замедлителя нейтронов в реакторах с графитовым замедлителем, и способная на протяжении нескольких тысяч лет вырабатывать небольшое количество электроэнергии.
Батарея представляет собой бета-вольтаический элемент, работающий по принципу атомного полупроводникового элемента и использующий алмазоподобное покрытие из углерода-14 (14C) в качестве источника бета-излучения.

## Прототипы
В настоящее время только прототип, созданный Физтехом Иоффе, использует 14C в качестве источника бета-излучения, при этом конверсия бета-излучения в электричество происходит на фотовольтаическом элементе . Однако есть некоторые прототипы, в которых никель-63 (63Ni) используется как источник с алмазными полупроводниками для преобразования энергии, который рассматривается ступенью к возможному прототипу алмазной батареи 14C.

### Прототип Бристольского университета
В 2016 году исследователи из Бристольского университета заявили, что сконструировали один из этих прототипов с 63Ni, однако никаких доказательств не предъявили. Подробная информация о характеристиках этого прототипа была предоставлена, но не являлась согласованной и противоречила другим деталям, а цифры производительности превышали теоретические значения на несколько порядков.

### Прототип Московского физико-технического института
В 2018 году исследователи из Московского физико-технического института (МФТИ), Технологического института сверхтвёрдых и новых углеродных материалов и Национальный исследовательский технологический университет «МИСиС» объявили о создании прототипа с использованием слоёв 63Ni толщиной 2 микрона, помещённых между двумя сотнями 10-микронных алмазных преобразователей. Он выдавал мощность около 1 мкВт при объёмной плотности мощности 10 мкВт/см3. При таких значениях его удельная энергия была бы примерно 3,3 Вт⋅ч/г за период полураспада 100 лет, что примерно в 10 раз больше, чем у обычных электрохимических батарей. Это исследование было опубликовано в апреле 2018 года в журнале Diamond and Related Materials. На основе этого прототипа на Электрохимическом заводе (ЭХЗ) Росатома в Зеленогорске начато опытное производство радиоизотопа никель-63, а на Горно-химическом комбинате в декабре 2018 года проведена конверсия рабочего газа, обогащённого по Ni-63 в форму, пригодную для нанесения на полупроводниковый преобразователь. Конечная цель разработки — создание экологически безопасной атомной батарейки примерно в 30 раз компактнее литий-ионных аккумуляторов со сроком службы около 50 лет. Ориентировочный срок создания опытного образца — 2023 год. Предполагаемые области применения — кардиостимуляторы, космические технологии и т. п.

### Прототип Физико-технического института им. Иоффе
В 2024 году вышла статья коллектива из Физико-технический институт имени А. Ф. Иоффе РАН в которой был представлен алмаз, допированный 14C, с которого с помощью фотодетектора на основе кремния был получен электрический ток с силой тока 14 нА . В статье было показано, что использование кремниевого фотовольтаического преобразователя является не оптимальным, что связано с его низкой эффективностью в диапазоне длин волн радиолюминесценции алмаза, допированного 14C, и его замена на фотовольтаический преобразователь оптимизированного под эти длины волн позволит кратно увеличить электрический выход.

## Углерод-14
Исследователи пытаются повысить эффективность и сосредотачиваются на использовании радиоактивного 14C, который вносит второстепенный вклад в радиоактивность ядерных отходов.
14C подвергается бета-распаду, при котором он испускает бета-частицу (электрон) с низкой энергией, превращаясь в азот-14, который является стабильным (не радиоактивным):
{\displaystyle \mathrm {~_{6}^{14}C} \rightarrow \mathrm {~_{7}^{14}N} +e^{-}+{\bar {\nu }}_{e}.}
Эти бета-частицы, имеющие среднюю энергию 50 кэВ, подвергаются неупругим столкновениям с другими атомами углерода, создавая электронно-дырочные пары, которые затем вносят вклад в электрический ток. Это можно переформулировать с точки зрения зонной теории, сказав, что из-за высокой энергии бета-частиц электроны в валентной зоне углерода перескакивают в зону проводимости, оставляя дырки в валентной зоне, где электроны ранее присутствовали.

## Предлагаемое производство
В реакторах с графитовым замедлителем стержни из делящегося урана размещаются внутри графитовых блоков, которые действуют как замедлитель нейтронов. Они предназначены для замедления быстро движущихся нейтронов, так что ядерные цепные реакции могут происходить с тепловыми нейтронами. Во время их использования некоторые из нерадиоактивных изотопов углерода-12 и углерода-13 в графите превращаются в радиоактивный 14C за счет захвата нейтронов. При выводе станции из эксплуатации её графитовые блоки классифицируют по наведенной радиоактивности как низкоактивные отходы требующие безопасную утилизацию.
Исследователи из Бристольского университета продемонстрировали, что большое количество радиоактивного 14C сосредоточено на внутренних стенках графитовых блоков. В связи с этим они предлагают, чтобы большая его часть могла быть эффективно удалена из блоков. Это можно сделать, нагревая их до точки сублимации 3915 K (3642 °C), при которой углерод высвобождается в газообразной форме. После этого блоки станут менее радиоактивными и, возможно, их будет легче утилизировать, так как большая часть радиоактивного 14C будет извлечена.
Эти исследователи предполагают, что этот газ 14C может быть собран и использован для производства искусственных алмазов с помощью процесса, известного как химическое осаждение из газовой фазы с использованием низкого давления и повышенной температуры, отмечая, что этот алмаз будет в виде покрытия на поверхности какой-либо подложки, а не алмазом стереотипной огранки. Полученный в результате алмаз, сделанный из радиоактивного 14C, по-прежнему будет производить бета-излучение, которое, как утверждают исследователи, позволит использовать его в качестве источника электрического тока. Исследователи также утверждают, что этот алмаз будет зажат между нерадиоактивными искусственными алмазами из 12C, которые будут блокировать излучение от источника, а также будут использоваться для преобразования энергии в качестве алмазного полупроводника вместо обычных кремниевых полупроводников. В то же время, было показано, что собственное поглощение алмазом таких электронов составляет до 99%, что делает бета-вольтаические преобразователи на его основе малоперспективными.

## Возможные применения
За счёт очень низкой удельной мощности, эффективности преобразования и высокой стоимости он очень похож на другие существующие ядерные батареи с использованием бета-распада, которые подходят для нишевых приложений, требующих очень небольшую мощность (микроватт) в течение нескольких лет в ситуациях, когда обычные батареи невозможно заменить или перезарядить обычными способами. Из-за более длительного периода полураспада 14C такие батареи могут иметь преимущество в сроке службы по сравнению с другими, использующими тритий или никель, однако это, вероятно, будет происходить за счет дальнейшего снижения объёмной плотности мощности.